# Трняни
Трняни (хорв. Trnjani) — населений пункт у Хорватії, в Бродсько-Посавській жупанії у складі громади Гарчин.

## Населення
Населення за даними перепису 2011 року становило 786 осіб.
Динаміка чисельності населення поселення:

## Клімат
Середня річна температура становить 11,02 °C, середня максимальна – 25,39 °C, а середня мінімальна – -6,09 °C. Середня річна кількість опадів – 755 мм.
| Клімат поселення                              | Клімат поселення | Клімат поселення | Клімат поселення | Клімат поселення | Клімат поселення | Клімат поселення | Клімат поселення | Клімат поселення | Клімат поселення | Клімат поселення | Клімат поселення | Клімат поселення | Клімат поселення |
| Показник                                      | Січ.             | Лют.             | Бер.             | Квіт.            | Трав.            | Черв.            | Лип.             | Серп.            | Вер.             | Жовт.            | Лист.            | Груд.            |                  |
| Середній максимум, °C                         | 5,72             | 8,09             | 12,64            | 17,22            | 22,20            | 25,25            | 25,39            | 24,69            | 20,67            | 15,33            | 9,52             | 5,47             |                  |
| Середня температура, °C                       | −0,2             | 2,20             | 6,74             | 11,32            | 16,29            | 19,35            | 21,29            | 20,59            | 16,57            | 11,23            | 5,40             | 1,39             |                  |
| Середній мінімум, °C                          | −6,09            | −3,72            | 0,84             | 5,43             | 10,38            | 13,46            | 17,20            | 16,50            | 12,49            | 7,12             | 1,30             | −2,7             |                  |
| Норма опадів, мм                              | 48               | 49               | 45               | 56               | 69               | 98               | 67               | 60               | 53               | 69               | 78               | 63               |                  |
| Середньомісячна швидкість вітру, м/с          | 1.88             | 2.10             | 2.40             | 2.34             | 2.10             | 1.93             | 1.90             | 1.72             | 1.70             | 1.74             | 1.83             | 1.90             |                  |
| Середньомісячна сонячна радіація, кДж/м²·день | 4296             | 6976             | 10899            | 15282            | 19175            | 21006            | 22060            | 20512            | 14958            | 9243             | 4865             | 3599             |                  |
| --------------------------------------------- | ---------------- | ---------------- | ---------------- | ---------------- | ---------------- | ---------------- | ---------------- | ---------------- | ---------------- | ---------------- | ---------------- | ---------------- | ---------------- |
| Джерело:                                      |                  |                  |                  |                  |                  |                  |                  |                  |                  |                  |                  |                  |                  |